# FIRST LEGO League

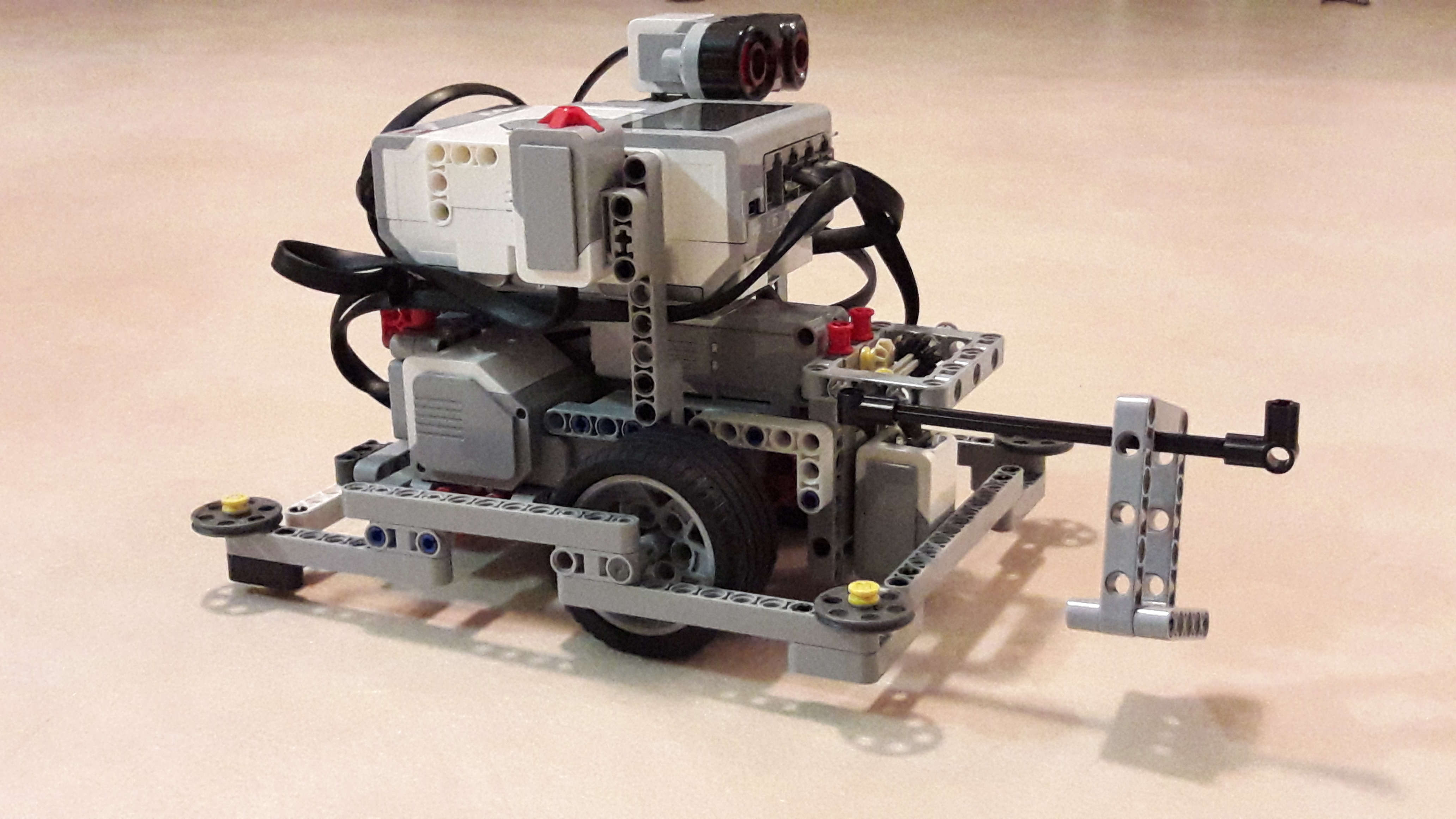
Een robot die is gebouwd met EV3

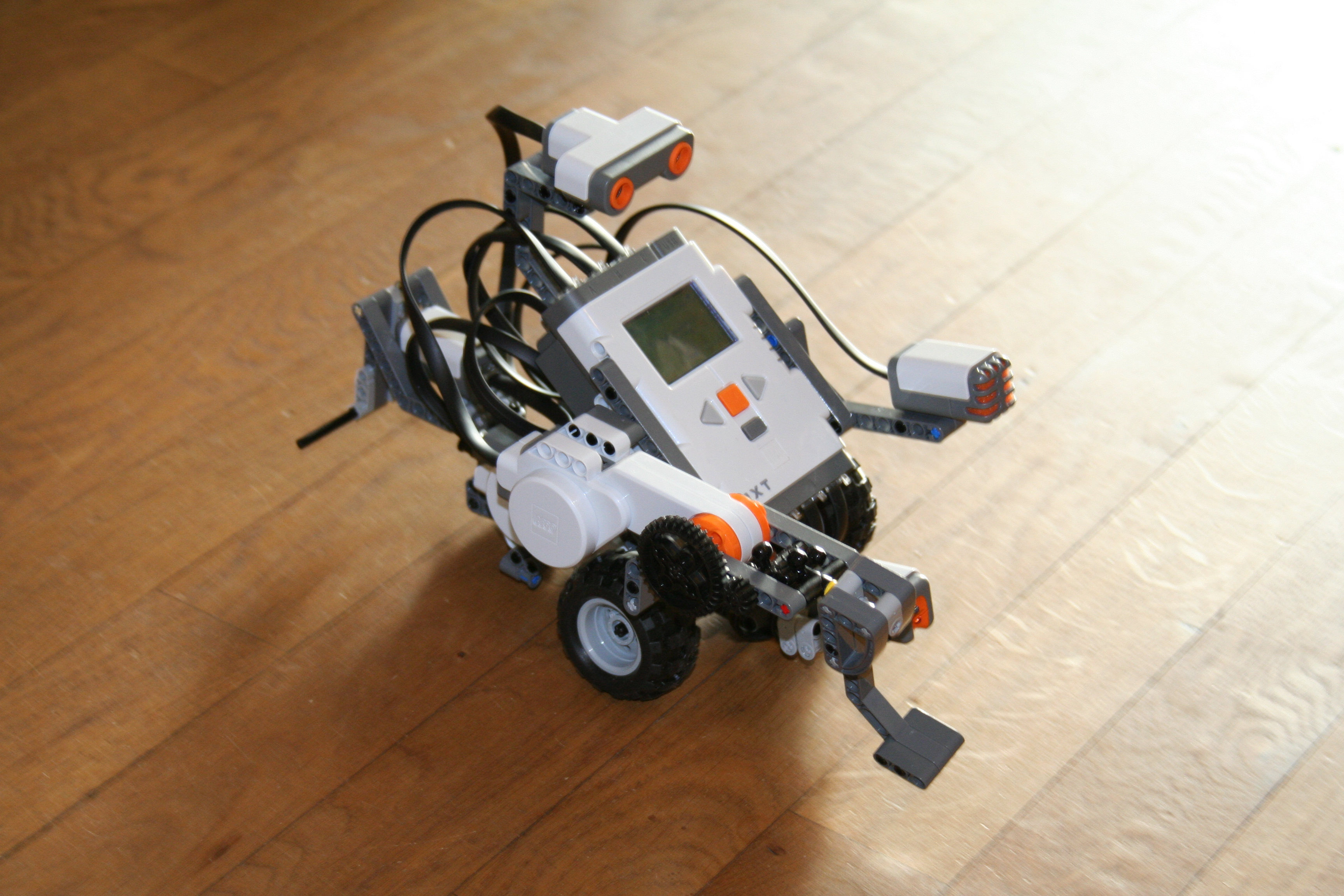
Een robot die is gebouwd met NXT

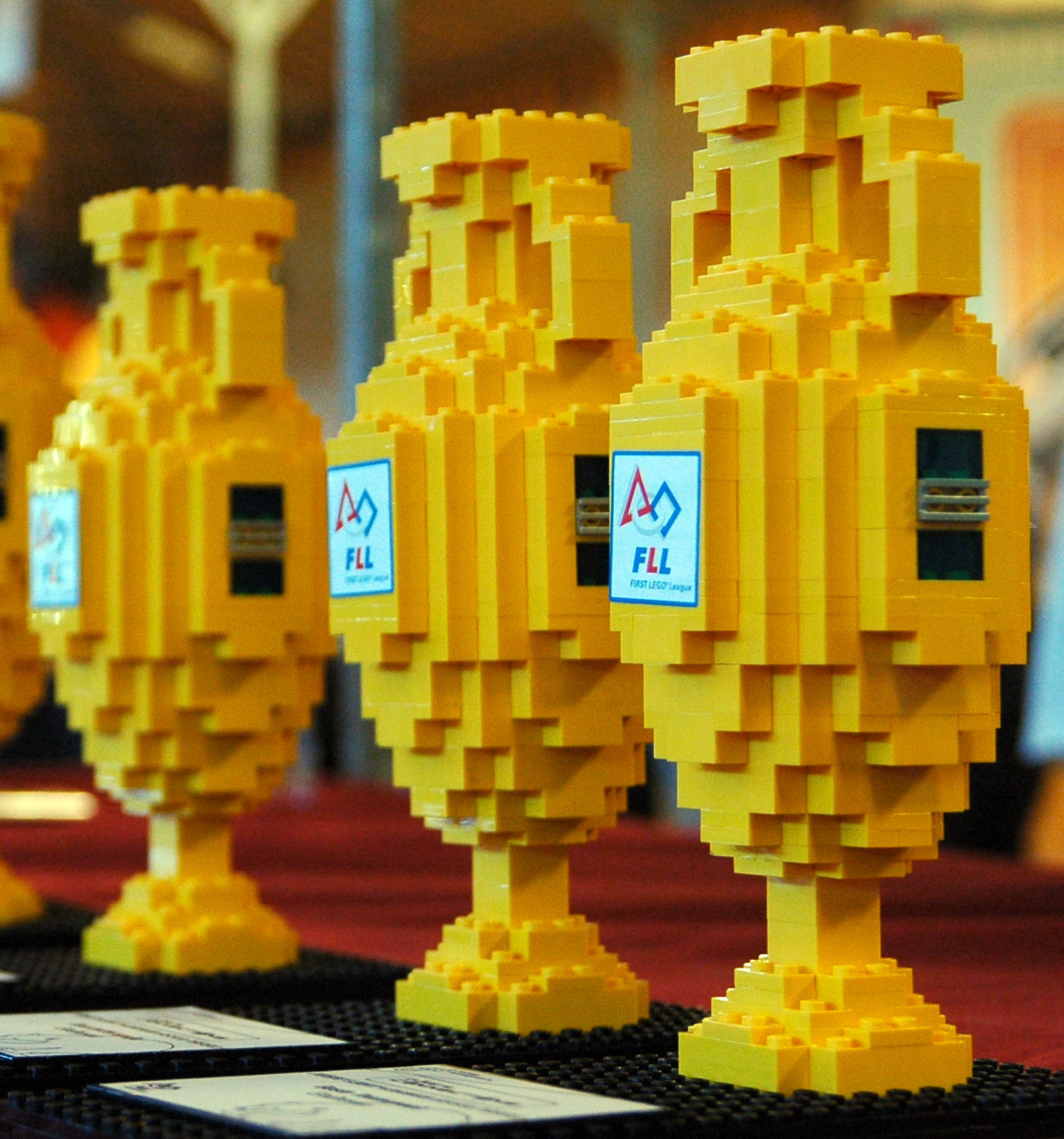
Bekers voor de winnaars van de wedstrijden

FIRST®  LEGO®  League (FLL) is een internationaal roboticaprogramma voor leerlingen van 9 t/m 15 jaar van FIRST (For Inspiration and Recognition of Science and Technology). In de Benelux werd de FIRST LEGO League tot april 2022 gecoördineerd door Stichting Techniekpromotie. Hierna is de organisatie overgenomen door PTVT voor Nederland en door Voka - Kamer van Koophandel Limburg voor België en Luxemburg.      
In 2020 werd de structuur van de FIRST LEGO League gewijzigd en bestaat sindsdien uit drie divisies waarin elk kind op zijn eigen niveau wordt uitgedaagd. De kinderen ontwikkelen op deze manier hun vaardigheden en zijn op een creatieve manier bezig met wetenschap en technologie. Ze worden gestimuleerd om te experimenteren en kritisch na te denken.
- FIRST LEGO League Discover is een programma voor kinderen van 4 t/m 6 jaar
- FIRST LEGO League Explore is een programma voor kinderen van 6 t/m 10 jaar
- FIRST LEGO League Challenge is een programma voor kinderen van 9 t/m 15 jaar

In het seizoen 2020/2021 deden wereldwijd in 69 landen 216.480 leerlingen in 33.824 teams mee aan het gehele FIRST LEGO League programma. Hiervan namen 800 teams in de Benelux deel aan FIRST LEGO League Challenge. Ieder seizoen is er een nieuw maatschappelijk technologisch thema waarmee de teams aan de slag gaan aan de hand van het begeleidende lesmateriaal. In 2022 is de Benelux-finale geannuleerd door het opheffen van de Stichting Techniekpromotie. 

## Opzet FIRST LEGO Challenge-categorie
Voor de robotwedstrijden ontwerpen, bouwen en programmeren de deelnemende teams een robot die volledig autonoom diverse opdrachten (missies) moet kunnen uitvoeren. Daarbij maken ze gebruik van de "LEGO Education Spike Prime of LEGO Mindstorms"-robotset. De robot kan worden geprogrammeerd met de bijbehorende software, maar andere programmeertalen zijn ook toegestaan. Met de robot worden tijdens de finaledagen wedstrijden gespeeld op een opdrachtenparcours, waarbij punten te verdienen zijn. De robot moet bijvoorbeeld voorwerpen verplaatsen, ophalen of wegbrengen, een mechanisme activeren, etc. De missies zijn zo ontworpen dat beginnende teams vrij eenvoudig punten kunnen scoren. Voor gevorderde teams is het echter (bijna) onmogelijk om alle punten in de wacht te slepen. 
Een deskundige jury beoordeelt het robotontwerp en de strategieën die bedacht zijn om de missies uit te voeren. 
Naast het meedoen aan de robotwedstrijd werken de leerlingen aan het innovatieproject en voert elk team binnen het jaarlijkse thema ook een eigen onderzoek uit over de maatschappelijke rol van techniek en technologie. De uitkomst van het onderzoek kan gepresenteerd worden tijdens een klasfinale, schoolfinale en/of regionale finale en uiteindelijk wellicht tijdens de Benelux finale. Winnende teams uit de regionale finales mogen door naar de Benelux finale. Bij het uitvoeren van het onderzoek wordt van de kinderen verwacht dat ze zelf initiatief nemen en met behulp van verschillende bronnen op zoek gaan naar een probleem waar huidige wetenschappers en ingenieurs vandaag de dag mee te maken hebben. Vervolgens gaan de kinderen zelf op zoek naar een creatieve oplossing, die ze presenteren op de finaledagen.
Tijdens de regionale finales en de nationale finales zijn Awards te winnen. Dit zijn bekers gemaakt van LEGO® stenen. Teams kunnen bekers winnen voor verschillende onderdelen. De winnaars van de nationale finales krijgen een uitnodiging om deel te nemen aan de wereldfinale of aan een open kampioenschap.

## Nederlandse nationale finale
| Jaar | Thema               | Plaats     | Locatie                       |
| ---- | ------------------- | ---------- | ----------------------------- |
| 2006 | Ocean Odyssey       | Eindhoven  | Auditorium TU Eindhoven       |
| 2007 | Nano Quest          | Delft      | TU Delft                      |
| 2008 | Power Puzzle        | Enschede   | University Twente             |
| 2009 | Climate Connections | Utrecht    | Universiteit Utrecht          |
| 2010 | Smart Move          | Arnhem     | Sportcentrum Papendal         |
| 2011 | Body Forward        | Kerkrade   | Discovery Center Continium    |
| 2012 | Food Factor         | Eindhoven  | Auditorium TU Eindhoven       |
| 2013 | Senior Solutions    | Groningen  | Martinihal                    |
| 2014 | Natures Fury        | Utrecht    | Jaarbeurs                     |
| 2015 | World Class         | Eindhoven  | Klokgebouw                    |
| 2016 | Trash Trek          | Venlo      | Floriade gebouw (Villa Flora) |
| 2017 | Animal Allies       | Zwolle     | Deltion College               |
| 2018 | Hydro Dynamics      | Leeuwarden | Friesland College             |
| 2019 | Into Orbit          | Eindhoven  | Klokgebouw                    |
| 2020 | City Shaper         | Breda      | Breepark                      |
| 2021 | Replay              | nvt        | online / remote               |
| 2022 | Cargo Connect       | Rotterdam  | RDM kade                      |
| 2023 | Superpowered        | Delft      |                               |
| 2024 | Masterpiece         | Den Bosch  | Congresshal 1931              |
| 2025 | Submerged           | Den Bosch  | Congresshal 1931              |

## Belgische nationale finale
| Jaar | Thema        | Plaats       | Locatie     |
| ---- | ------------ | ------------ | ----------- |
| 2023 | SUPERPOWERED | Genk         | T2-Campus   |
| 2024 | MASTERPIECE  | Antwerpen    | Sportpaleis |
| 2025 | SUBMERGED    | Sint-Truiden | Droneport   |

## Open toernooien
Er zijn verschillende open toernooien:
Open European Championships: 
- 2006: Eindhoven, Nederland
- 2007: Bodø, Noorwegen
- 2009: Kopenhagen, Denemarken
- 2010: Istanboel, Turkije
- 2011: Delft, Nederland
- 2012: Mannheim, Duitsland
- 2013: Paderborn, Duitsland
- 2014: Pamplona, Spanje
- 2016: Tenerife, Spanje
- 2017: Aarhus, Denemarken
- 2018: Tallinn, Estland
- 2025: Korinthos, Griekenland

Open African: 
- 2015: Johannesburg, Zuid-Afrika

Open Asian: 
- 2008: Tokio, Japan
- 2010: Kaohsiung, Taiwan
- 2019: Sydney, Australië (4-7 juli 2019)

US Open: 
- 2009: Dayton, Ohio, Verenigde Staten
- 2019: Carlsbad, Californië, Verenigde Staten

International Open Championship:
- 2017: Bath, Verenigd Koninkrijk
- 2018: Debrecen, Hongarije
- 2019: Gaziemir, Turkije (22-25 mei 2019)
- 2019: Montevideo, Uruguay (30 mei - 1 juni 2019)
- 2019: Beiroet, Libanon (14-16 juni 2019)

## Deelnemers aan internationale wedstrijden en prijzen
Verschillende Nederlandse teams zijn in de prijzen gevallen op internationale FLL-toernooien:
| Jaar | Thema         | Toernooi                                        | Team                                              | Prijscategorie | Prijs                        |
| ---- | ------------- | ----------------------------------------------- | ------------------------------------------------- | -------------- | ---------------------------- |
| 2016 | Trash Trek    | Open European Championship (ES - Tenerife)      | aFvaLLbusters - Almelo                            | Judge Award    | 3rd Rising Star Award        |
| 2016 | Trash Trek    | Open European Championship (ES - Tenerife)      | X-Landers 6.0 - Kruisland                         | Judge Award    | 3rd Coach Award              |
| 2017 | Animal Allies | Open European Championship (DK - Aarhus)        | Dutch Delta - Rotterdam                           | Award          | 1st Inspiration Award        |
| 2017 | Animal Allies | Open European Championship (DK - Aarhus)        | Bagger Busters van RoboticaClub Metis - Amsterdam | Award          | 3rd programming category     |
| 2017 | Animal Allies | Open International Championship (UK - Bath)     | Cadmes Creators - Uden                            | Award          | 2nd Teamwork                 |
| 2019 | Into Orbit    | Open International Championship (USA - Detroit) | MarsMellows - Delft                               | Award          | 1st Gracious Professionalism |